# 勃艮第的亨利 (葡萄牙伯爵)
勃艮第的亨利（1069年—1112年11月1日），葡萄牙伯爵，葡萄牙第一位国王阿方索一世的父亲和葡萄牙勃艮第王朝的创始人。

## 生平
亨利是勃艮第公爵羅貝爾一世次子亨利的幼子。作为小儿子他没有继承勃艮第公爵爵位的机会，因此他决定从军，成为骑士，投奔卡斯蒂利亚国王阿方索六世。阿方索六世是亨利的亲戚，阿方索的王后是亨利的一个姑母。1093年亨利与阿方索的一个私生女特蕾莎结婚，作为嫁妆阿方索将他刚刚从阿拉伯人手中夺回的葡萄牙北部封给了亨利。亨利由此成为葡萄牙伯爵。亨利设立了布拉加大主教教省。1109年阿方索死后亨利借机使得葡萄牙越来越脱离卡斯蒂利亚，以此他为他儿子阿方索一世使得葡萄牙成为独立的王国奠定了基础。

## 家庭
亨利与特里萨共有三子三女。
- 阿方索（1094年—1108年）
- 乌拉卡（1095年出生），1120年出嫁
- 桑查（1097年—1163年），两次出嫁
- 特里萨（1098年出生）
- 亨利（1106年—1110年）
- 阿方索一世（1109年6月25日—1185年12月6日）